# Přebor Ústeckého kraje 2003/2004
Přebor Ústeckého kraje 2003/2004 byl jedenáctý ročník páté nejvyšší fotbalové soutěže v České republice. Řídil jej Ústecký fotbalový svaz.

## Průběh
Vítězem celého ročníku se stal tým FK Český Lev Neštěmice, který následující sezónu nastoupil v Divizi B. Soutěž se hrála od léta do jara se zimní přestávkou. Účastnilo se 16 týmů z Ústeckého kraje, každý s každým hrál jednou na domácím hřišti a jednou na hřišti soupeře. Celkem tedy 30 kol. Poslední tři týmy TJ Lokomotiva Bílina, SFK Meziboří a TJ Oldřichov sestoupily do I. A třídy. 

## Tabulka
| Poř. | Tým                        | Z  | V  | R | P  | VG | OG | B  |
| ---- | -------------------------- | -- | -- | - | -- | -- | -- | -- |
| 1.   | FK Český Lev Neštěmice (S) | 30 | 26 | 2 | 2  | 96 | 26 | 80 |
| 2.   | FK Junior Děčín            | 30 | 23 | 3 | 4  | 81 | 33 | 72 |
| 3.   | TJ Proboštov               | 30 | 17 | 4 | 9  | 54 | 38 | 55 |
| 4.   | FK Baník Souš              | 30 | 14 | 6 | 10 | 48 | 32 | 48 |
| 5.   | SK Sokol Brozany (N)       | 30 | 14 | 6 | 10 | 49 | 35 | 48 |
| 6.   | FK Jiskra Modrá            | 30 | 14 | 3 | 13 | 56 | 50 | 45 |
| 7.   | FK Soběchleby              | 30 | 11 | 9 | 10 | 60 | 44 | 42 |
| 8.   | SK Stap Tratec Vilémov     | 30 | 12 | 6 | 12 | 52 | 49 | 42 |
| 9.   | FK Litoměřice (S)          | 30 | 11 | 6 | 13 | 39 | 45 | 39 |
| 10.  | SK AssiDomän Štětí         | 30 | 11 | 5 | 14 | 44 | 63 | 38 |
| 11.  | TJ Střekov                 | 30 | 11 | 4 | 15 | 47 | 52 | 37 |
| 12.  | TJ Sokol Údlice            | 30 | 10 | 4 | 16 | 38 | 58 | 34 |
| 13.  | TJ Sokol Březno            | 30 | 8  | 9 | 13 | 31 | 46 | 33 |
| 14.  | TJ Lokomotiva Bílina (N)   | 30 | 10 | 2 | 18 | 35 | 57 | 32 |
| 15.  | SFK Meziboří               | 30 | 5  | 4 | 21 | 26 | 87 | 19 |
| 16.  | TJ Oldřichov (N)           | 30 | 4  | 5 | 21 | 35 | 79 | 17 |

Poznámky:
- Z = Odehrané zápasy; V = Vítězství; R = Remízy; P = Prohry; VG = Vstřelené góly; OG = Obdržené góly; B = Body; (S) = Mužstvo sestoupivší z vyšší soutěže; (N) = Mužstvo postoupivší z nižší soutěže (nováček)

|  | Postup do Divize B   |
|  | Sestup do I. A třídy |